# تسوتسومی هوزن
تسوتسومی هوزن ((به ژاپنی: 堤宝山 Tsutsumi Hōzan)؛ همچنین به عنوان تسوتسومی یاماشیرو نو کامی هوزن (堤山城守宝山) شناخته می‌شود، یک شمشیرزن در طول دوره سنگوکو در قرن شانزدهم ژاپن بود که هوزان ریو (Tsutsumi Hōzan Ryū) را تأسیس کرد.